# 福岡県の図書館一覧
福岡県の図書館一覧（ふくおかけんのとしょかんいちらん）は、福岡県内にある全ての図書館の一覧である。（学校図書館を除く。）

## 福岡地方
- 福岡県立図書館
- 福岡市総合図書館
  - 東図書館
  - 和白図書館
  - 博多図書館
  - 博多南図書館
  - 中央図書館
  - 南図書館
  - 城南図書館
  - 早良図書館
  - 早良南図書館
  - 西図書館
  - 西部図書館
- 筑紫野市民図書館
- 春日市民図書館
- 大野城まどかぴあ図書館
- 宗像市民図書館
  - 深田分館
  - 須恵分館
  - 久原分室
- 太宰府市民図書館
- 糸島市立図書館
  - 二丈館
  - 志摩館
- 古賀市立図書館
- 福津市立図書館
- 福津市複合文化センター図書・文化館
- 那珂川市図書館
- 宇美町立図書館
- 篠栗町立図書館
- 志免町立町民図書館
- 須恵町立図書館
- 新宮町立図書館
- 久山町民図書館
- 粕屋町立図書館

## 北九州地区
- 北九州市立図書館
  - 北九州市立中央図書館
    - 子ども図書館（中央図書館となり）

  - 戸畑図書館
  - 門司図書館
    - 新門司分館

  - 八幡図書館
  - 八幡西図書館
  - 若松図書館
  - そねっと（曽根出張所内）
  - こどもと母のとしょかん（8か所）
    - 大里こどもと母のとしょかん（大里柳市民センター内）
    - 島郷こどもと母のとしょかん（島郷合同庁舎内）
    - 八幡東こどもと母のとしょかん（八幡東区社会福祉センター内）
    - 八幡南こどもと母のとしょかん（八幡南出張所内）
    - 折尾こどもと母のとしょかん（オリオンプラザ内）※オリオンプラザは民間の施設

  - 北九州学術研究都市学術情報センター図書館（学術情報センター内）
  - ムーブ図書・情報室（女性センタームーブ内）
- 直方市立図書館
- 中間市立図書館
  - 中間市民図書館
- 芦屋町図書館
- 水巻町図書館
- 岡垣サンリーアイ図書館
- 遠賀町立図書館

## 筑後地方
- 久留米市立図書館
  - 中央図書館
  - 六ツ門図書館
  - 田主丸図書館
  - 北野図書館
  - 城島図書館
  - 三潴図書館
- 朝倉市図書館
  - 中央図書館
  - あさくら図書館
  - はき図書館
- 小郡市立図書館
- うきは市立図書館
- 筑前町図書館
  - めくばーる図書館
  - コスモス図書館
- 大刀洗町立図書館
- 大牟田市立図書館
- 柳川市立図書館
  - 両開分館
  - 昭代分館
  - 蒲池分館
  - 水の郷分室
  - 三橋図書館
  - 雲龍図書館
- 八女市立図書館
  - 上陽分館
  - 黒木分館
  - 立花分館
  - 星野分館
  - 矢部分館
- 大川市立図書館
- 筑後市立図書館
- みやま市立図書館
  - 山川市民センター図書館
  - まいピア高田図書館
- 大木町図書・情報センター

## 筑豊・京築地方
- 飯塚市立図書館
  - 飯塚図書館
  - 庄内図書館
  - ちくほ図書館
  - 穂波図書館
  - 頴田図書館
- 田川市立図書館
- 嘉麻市立図書館
  - 山田図書館
  - 稲築図書館
  - 碓井図書館
  - 嘉穂図書館
- 桂川町立図書館
- 添田町立図書館
- 糸田町図書館
- 川崎町立図書館
- 福智町図書館
- 行橋市図書館
- 豊前市立図書館
- 苅田町立図書館
  - 小波瀬分館
  - 西部分館
  - 北分館
- みやこ町図書館
  - 中央図書館
  - 犀川図書館
  - 勝山図書館
- 築上町図書館
- 上毛町立図書館